# SC Brühl
El SC Brühl St. Gallen es un equipo de fútbol de Suiza que juega en la Promotion League, la tercera división de fútbol en el país.

## Historia
Fue fundado en el año 1901 en la ciudad de St. Gallen y su mejor logro ha sido ganar el título de la Superliga Suiza en el año 1915, época donde el fútbol en Suiza era de categoría aficionada.
El club ha disputado más de 5 temporadas en la Superliga Suiza y han jugado más de 40 partidos de primera división a lo largo de su historia.

## Palmarés
- Seria A Suiza: 1

1915